# Prostitución en Kazajistán
La prostitución en Kazajistán es legal en sí misma, pero los actos que facilitan su práctica, como la operación de burdeles o los anillos de prostitución, son ilegales. Son ilegales la prostitución forzada o que esté vinculada con el crimen organizado. Su práctica es considerada un serio problema. Las ONGs reportaron que los anillos de prostitución criminal usualmente involucra a oficiales de policía locales.
Se estima que el número de prostitutas en el país varían de entre 4 000 y 25 000, incluyendo a inmigrantes de Kirguistán, Uzbekistán y Ucrania.
Las trabajadoras sexuales a menudo son víctimas de hostigamiento, extorsión, detenciones arbitrarias, violaciones, y actos de violencia por la policía.
Los exámenes VIH son obligatorios para los trabajadores sexuales masculinos, sin embargo, en la práctica, las trabajadoras sexuales femeninas también son forzadas a realizarse el examen. Cualquier trabajador sexual que tenga resultado positivo y siga realizando su servicio, será enjuiciado por la diseminación deliberada de una enfermedad.

## Legislación
Cuando era la parte de la URSS, la República Socialista Soviética de Kazajistán, la prostitución fue prohibida el 13 de julio de 1987; si se transgredía por primera ve, se multaba al responsable con 100 rublos, y si se realiza por segunda vez, 200 rublos.
Tras su independencia, Kazajistán abolió las leyes que prohibían la prostitución, en enero de 2001. Sus actividades relacionadas siguen siendo un delito:
- Organizando o administrar un burdel
- Permitir que las instalaciones sean usadas como un burdel
- Vivir de los ingresos de la prostitución
- Realizar proxenetismo
- Obligar a una persona a prostituirse

En 2009, un grupo de personas discapacitadas en Karagandá consultó al Parlamento, la legalización de subsidiar el comercio sexual para personas discapacitadas. La propuesta fue rechazada.
El 4 de julio de 2013, Kazajistán aprobó un proyecto de ley, que combate la trata de personas.
El 1 de enero de 2015, Kazajistán introdujo un delito administrativa, el artículo 449 "Uniendo en lugares públicoa" el cual incluía, entre otras cosas, la solicitación de prostitutas hacia potenciales clientes en público. Las prostitutas que permanecían tranquilas en el lugar no se sintieron afectadas. Como se trataba de un delito administrativo, cualquier multa impuesta no podía ser apelada.
En agosto de 2016, 597 autodeclaradas trabajadoras sexuales enviaron una carta abierta hacia el Presidente Nursultán Nazarbáyev, la ONU y la OSCE. Ellas pidieron que la prostitución debía ser legislada y regularizada. Argumentaron que la regulación podría proporcionar mejores condiciones laborales y seguridad para las trabajadoras sexuales, y que los impuestos hacia la prostitución podría contribuir en las arcas del gobierno kazajo.

## Prostitución de menores
La prostitución infantil es un problema de carácter nacional. En Almatý, se estima que un tercio de las prostitutas son menores de edad.
El Aeropuerto Internacional de Almatý es usado como centro de tránsito para niñas de la región, quienes son enviadas hacia Ámsterdam, Corea y los Emiratos Árabes Unidos.
Las agencias de la aplicación de la ley han intentado desvincular a las pandillas responsables de esto. Los oficiales afirman que el números de menores involucrados en la prostitución, ha decrecido de forma sistemática en el país.

## Tráfico sexual
Kazajistán es un país de origen, tránsito y destino de hombres, mujeres y niñas sometidas a la trata de personas desde Uzbekistán, Kirguistán, Tayikistán, y de Ucrania hasta Kazajistán, Rusia y los Emiratos Árabes Unidos, bajo fines de explotación sexual comercial y trabajos forzados en las construcciones e industrias agrícolas. Los hombres y mujeres kazajas son traficadas tanto dentro del país, como hacia los Emiratos Árabes Unidos, Azerbaiyán, Turquía, Israel, Grecia, Rusia, y Alemania y los Estados Unidos bajo los motivos anteriormente mencionados.
La Oficina de Monitoreo y Combate al Tráfico de Personas del Departamento de Estado de los Estados Unidos, posicionó a Kazajistán como país de 'Nivel 2'.